# Eoanthidium bakerorum
Eoanthidium bakerorum är en biart som beskrevs av Engel 2004. Eoanthidium bakerorum ingår i släktet Eoanthidium och familjen buksamlarbin. Inga underarter finns listade i Catalogue of Life.